# Schody kuchenne
Schody kuchenne (niem. Hintertreppe) – niemiecki dramat filmowy z 1921 roku w reżyserii Leopolda Jessnera i Paula Leniego. Premiera filmu miała miejsce 11 grudnia 1921. 

## Charakterystyka
Reżyser filmu był uprzednio związany z teatrem, w związku z czym powstały obraz ma charakter tzw. Kammerspielfilmu, czyli dzieła kameralnego i mocno teatralnego.

## Fabuła i krytyka

### Film
Według historyka kina, Lotte Eisner, talent reżysera (mimo pewnych mankamentów) ujawnił się w tym filmie w pełni. Pokazuje on żałosny dramat służącej, przekonanej, że została porzucona przez ukochanego, gdy tymczasem to zakochany w niej listonosz niszczył jego listy. Kiedy nieoczekiwanie powraca ukochany, zdesperowany listonosz zabija go, co wywołuje skandal, w wyniku którego służąca traci pracę i w końcu popełnia samobójstwo.
Dramat według Eisner toczy się wolno i ciężko, w sposób nazbyt dosłowny i w typowo niemieckim duchu.  W filmie uderzają duże kontrasty, które osiągają szczyt w przedstawieniu tytułowych schodów: główne są pełne przepychu, drobnomieszczańskie, a kuchenne zniszczone, ukazane na sposób ekspresjonistyczny. Również ubogie mieszkanie listonosza kontrastuje z pełnymi przepychu, wypełnionymi pluszowymi fotelami, salonami państwa.

### Gra aktorska
Henny Porten gra w sposób sentymentalny, ale jednocześnie naturalistycznie, natomiast Wilhelm Dieterle jest tajemniczy i oszczędny w środkach wyrazu, co kontrastuje z jego późniejszą rolą w Gabinecie figur woskowych. Najlepszym aktorem zespołu był Fritz Kortner, całkowicie podporządkowany stylistyce ekspresjonizmu filmowego. Jego reakcje są ściśle umotywowane, powolne, pełne niezdecydowania i lęków. Na drugim planie przewijają się postacie wulgarnie uszminkowanych przedstawicieli burżuazji, przywodzące na myśl drewniane figurki z jarmarków, wykonujące mechaniczne, robotyczne gesty.